# Paretroplus damii
Paretroplus damii är en fiskart som beskrevs av Bleeker, 1868. Paretroplus damii ingår i släktet Paretroplus och familjen Cichlidae. IUCN kategoriserar arten globalt som otillräckligt studerad. Inga underarter finns listade i Catalogue of Life.